# Kim Yong-jae (zapaśnik)
Kim Yong-jae – południowokoreański zapaśnik w stylu klasycznym. Brązowy medalista mistrzostw Azji w 1992 roku.